# Łomnica (dopływ Popradu)

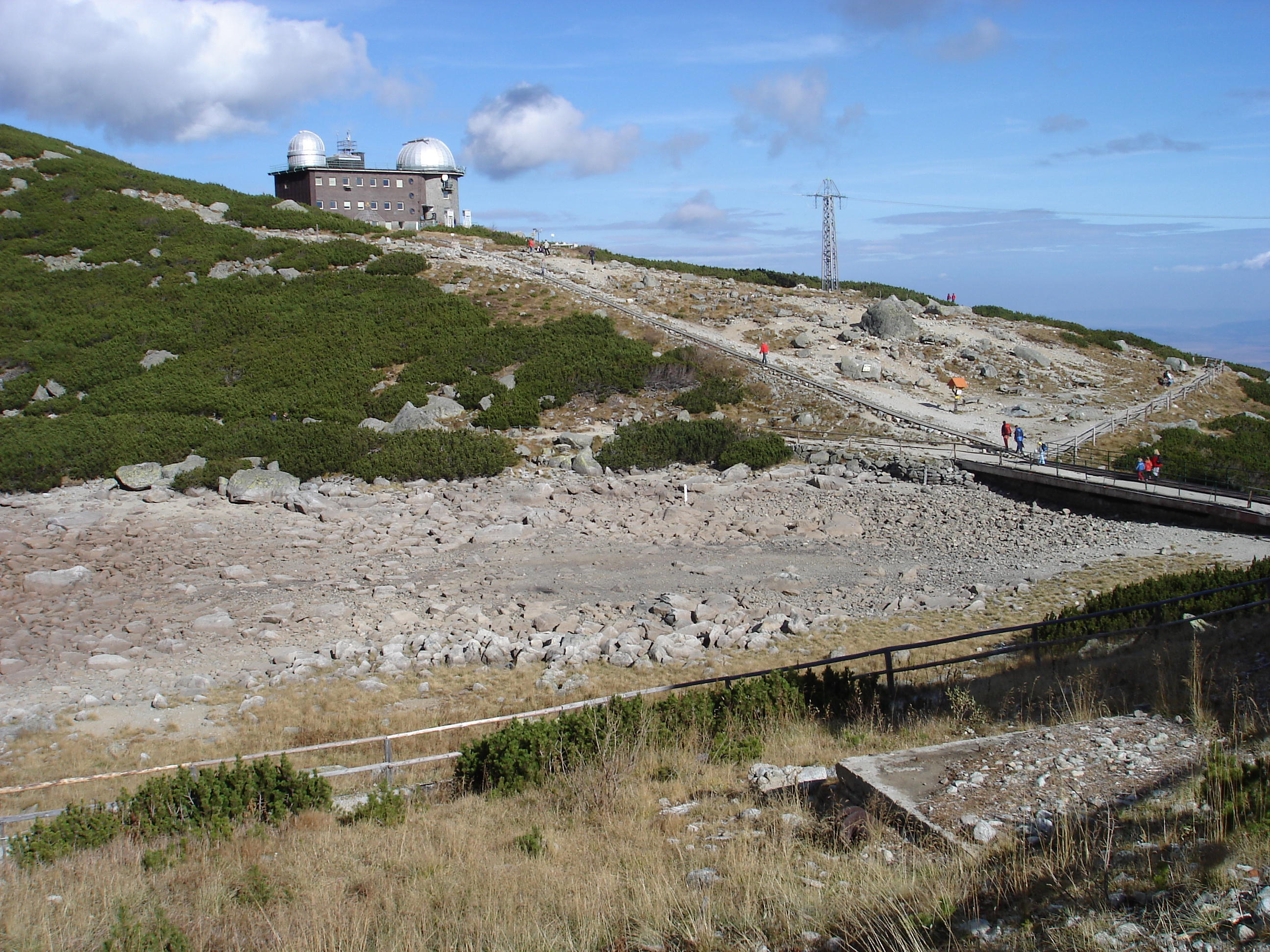
Wyschnięte koryto Łomnicy poniżej Łomnickiego Stawu

Łomnica, również Łomnicki Potok (słow. Skalnatý potok, Lomnica, niem. Steinbach, węg. Kőpatak) – główny ciek wodny Doliny Łomnickiej w słowackich Tatrach Wysokich. Powstaje w górnej części tej doliny zwanej Cmentarzyskiem, następnie opada jego stromym progiem w kierunku Lejkowego Kotła, lecz ginie w piargach i jest niewidoczny. Poniżej tej kotliny pojawia się jako niewielki, zanikający strumyk. Dopływa do Łomnickiego Stawu, a następnie z niego wypływa i płynie na południowy wschód. Po dotarciu do Matlar (nieopodal których wpada do niego Huncowski Potok) zmienia nieco kierunek na południowy. W spiskiej wsi Wielka Łomnica wpada do Popradu jako jego lewy dopływ.
W ostatnich latach bardzo często zdarza się, że Łomnica wysycha. Ma to związek z czynnikami klimatycznymi, ale i z działalnością człowieka na tym obszarze. Najczęściej wiosną i po obfitych opadach potok płynie pełnym korytem.

## Nazewnictwo
Według Witolda Henryka Paryskiego nazwa potoku pochodzi od dawnej słowiańskiej nazwy łom, która oznacza odłam skalny. Błędna, choć najczęściej używana jest nazwa słowacka Skalnatý potok, która jest niepoprawnym przełożeniem nazwy niemieckiej Steinbach. Niemcy spiscy przetłumaczyli nazwę Łomnica jako Steinbach, od której pochodzi również niemieckie nazewnictwo doliny i stawu, jednak co do szczytu użyto nazwy słowiańskiej jako Lomnitzer Spitze. Słowacki znawca Tatr Ivan Bohuš uważał zaś, że Steinbach to zniekształcone słowo Steinbock, oznaczające kozicę. Węgrzy zasugerowali się nazewnictwem niemieckim, więc funkcjonuje ono podobnie jak w języku niemieckim.
Dawni polscy autorzy nie znali pierwotnej nazwy Łomnica, więc tłumaczono ją z niemieckiego jako Kamienna Woda, Kamienny Potok lub Kamieniowódzki potok. Słowacy tłumaczyli podobnie, jako Kameničny potok i Kamenný potok, a następnie jako Skalnatý potok. W literaturze polskiej poprawne nazwy obiektów ustabilizowały się dopiero po II wojnie światowej.
Od nazwy potoku Łomnica pochodzą nazwy okolicznych obiektów, takich jak Łomnica (szczyt), Łomnicki Staw, Dolina Łomnicka czy Tatrzańska Łomnica.

## Szlaki turystyczne
– niebieski (tzw. Łomnicka Pętla) od Startu – pośredniej stacji kolei linowej na Łomnicę w dolnej części doliny do Doliny Huncowskiej, prowadzący przez Huncowską Ubocz, rozdroże na Rakuskiej Polanie i Niżnią Rakuską Przełęcz, a dalej z powrotem do Doliny Łomnickiej nad Łomnicki Staw.
- Czas przejścia od stacji kolejki na Rakuską Polanę: 1:30 h, ↓ 1 h
- Czas przejścia z polany nad Łomnicki Staw: 1:30 h, ↓ 1 h

  – znakowana czerwono Magistrala Tatrzańska, prowadząca od Schroniska Zamkovskiego w Dolinie Małej Zimnej Wody nad Łomnicki Staw, a stąd dalej przez Rakuski Przechód do Doliny Zielonej Kieżmarskiej.
- Czas przejścia od Schroniska Zamkovskiego nad Łomnicki Staw: 1 h, ↓ 45 min
- Czas przejścia znad stawu do schroniska nad Zielonym Stawem: 2:05 h, z powrotem 2:55 h

  – niebieski szlak z Matlar przez Rzeżuchową Polanę do Doliny Białych Stawów nad Wielki Biały Staw i stamtąd przez Wyżnią Przełęcz pod Kopą na Przełęcz pod Kopą.
- Czas przejścia z Matlar nad Wielki Biały Staw: 3:30 h, ↓ 2:45 h
- Czas przejścia znad stawu na Przełęcz pod Kopą: 45 min, ↓ 35 min